# Nicodemus Tessin starší

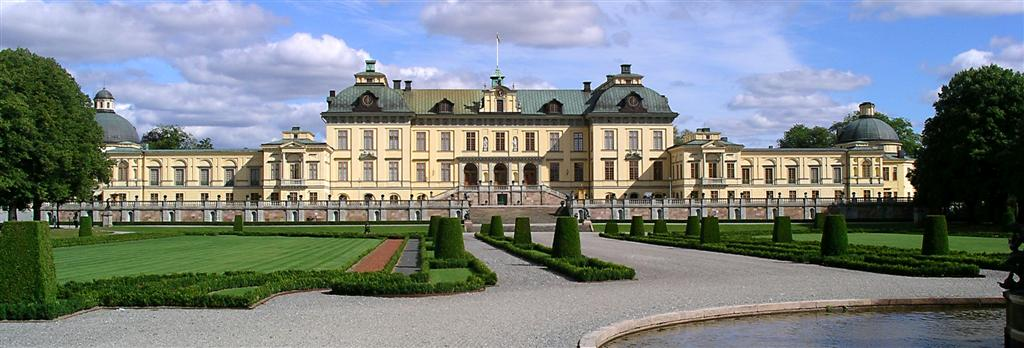
Zámek Drottningholm

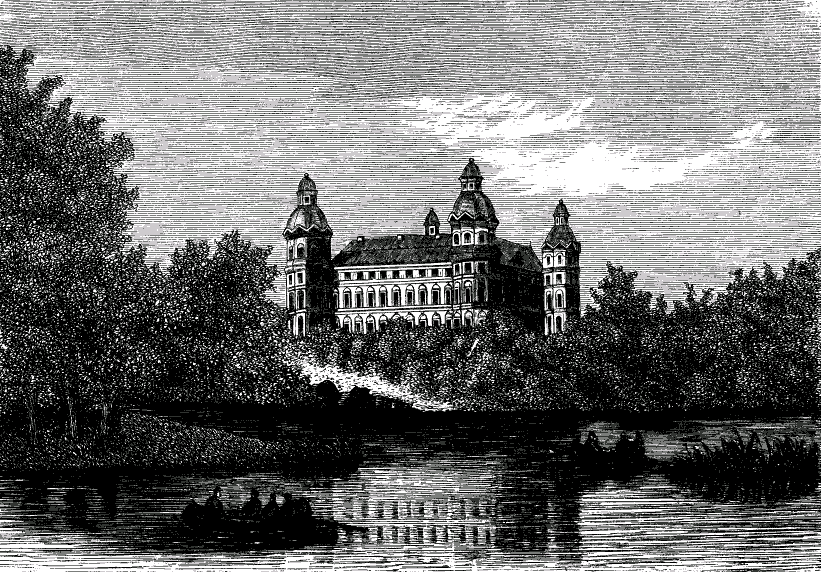
Zámek Skokloster v roce 1866

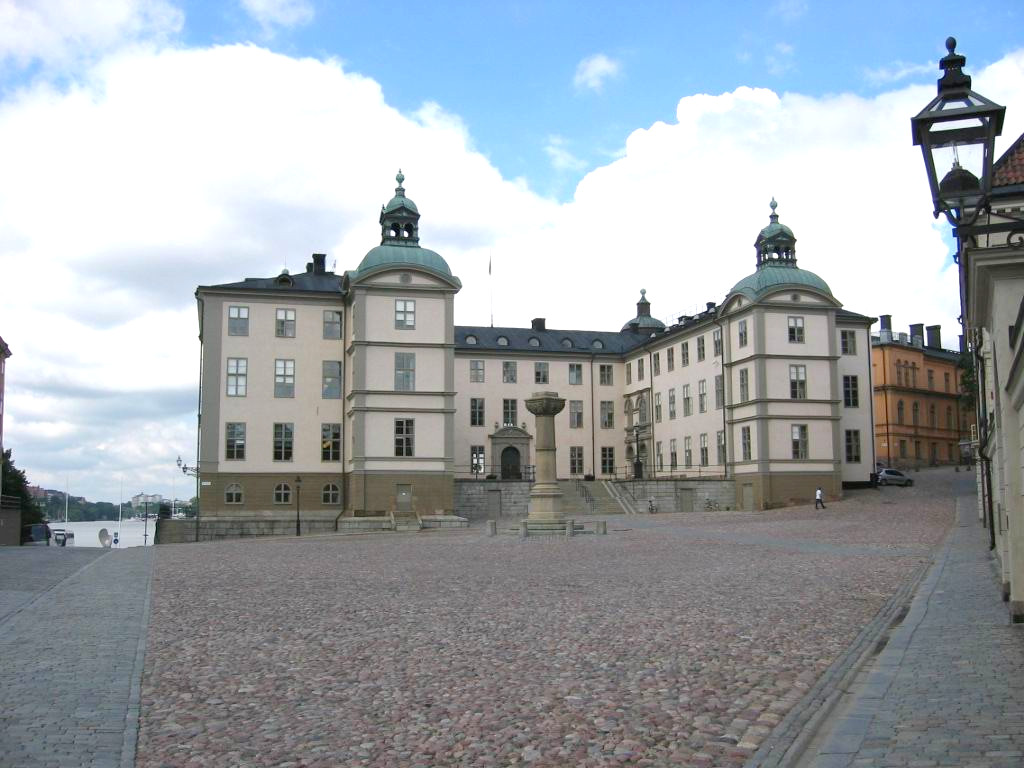
Wrangelův palác, Stockholm

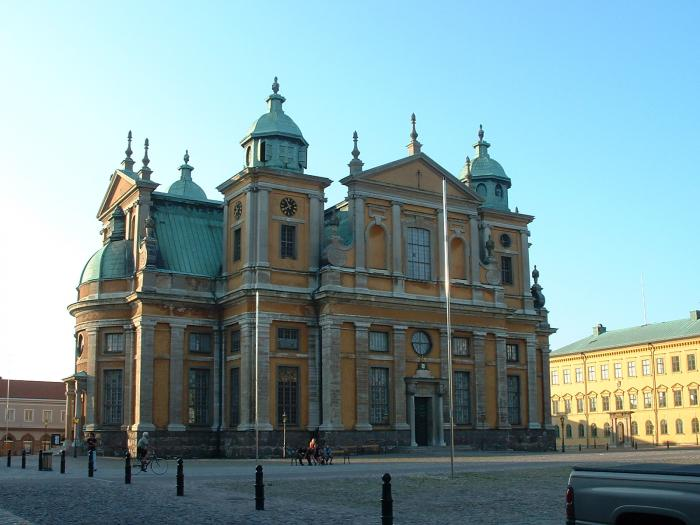
Katedrála v Kalmaru

Nicodemus Tessin starší (7. prosince 1615 Stralsund, Pomořansko – 24. května 1681 Stockholm, Švédsko) byl švédský architekt.

## Život
Narodil se ve Stralsundu v Pomořansku, odkud se jako mladík přestěhoval do Švédska. Zde pracoval nejprve jako pevnostní inženýr. Po setkávání s dílem architekta Simona de la Vallée se orientoval na architekturu. Pracoval pro švédského kancléře Axela Oxenstjernu a později pokračoval ve studiu v Německu, Itálii, Francii a Nizozemsku, kde poznal nový barokní styl v architektuře. Po návratu do Švédska přestavěl hrad Borgholm, pak postavil zámek Skokloster a Wrangelův palác ve Stockholmu. K jeho nejvýznamnějším pracím patří královský zámek Drottningholm, který je v současnosti zapsán mezi nemovitými památkami světového dědictví UNESCO.
Jeho syn Nicodemus Tessin mladší po jeho smrti pokračoval v jeho nedokončených projektech.
Otec i syn Tessinové jsou pohřbeni v katedrále sv. Mikuláše (Skorkyrka) ve Stockholmu). Na pilíři mezilodní arkády mají unikátní epitaf v podobě soch: otec sedí na bloku kamene a syn skicuje.

## Vybraná díla
- Hrad Borgholm
- Zámek Drottningholm
- Palác Gustava Bondeho, Rosenbad
- Zámek Skokloster
- Královský zámek Strömsholm, v provincii Västmanland
- Stenbockův palác – na ostrově Riddarsholmen ve Stockholmu (přestavba 1670); nyní sídlo Nejvyššího švédského soudu
- Wrangelův palác ve Stockholmu - opevněný palác polního maršála Wrangela, neblaze proslulého za Třicetileté války také v Čechách;
- Budova Akademie výtvarných umění (Konmstakademien) ve Stockholmu
- Bååttský palác (Blasieholmsgatan 6) ve Stockholmu
- Zámek Näsby, Täby (15 km severně od Stockholmu)
- Katedrála v Kalmaru na jihu Švédska
- Radnice v Göteborgu
- Radnice v Kalmaru